# Municipio de Vallecillo (Nuevo León)
El municipio de Vallecillo es uno de los 51 municipios del estado mexicano de Nuevo León. Su cabecera es la localidad de Vallecillo.

## Localización y límites
Se ubica sobre las coordenadas 26° 40' de latitud norte y 99° 58' de longitud oeste a una altitud de 274 metros sobre el nivel del mar sobre la provincia fisiográfica de Grandes Llanuras de Norteamérica.
Colinda al norte con Ciudad Anáhuac y Lampazos de Naranjo, al este con Parás, al oeste con Sabinas Hidalgo y al sur con el municipio de Agualeguas.

## División administrativa
Su cabecera municipal es Vallecillo, pero comprende un total de noventa y siete localidades, siendo algunas de ellas San Carlos, Matatenas, Colorados de Abajo, Colorados de Arriba, Palo Alto, El Ayaleño y El Álamo.

## Cultural
En este municipio se lleva a cabo las tradicionales Fiestas de La Siembra, en estas fiestas se lleva a cabo el certamen Señorita Vallecillo, donde un grupo de chicas compiten por la corona de este municipio.

## Economía local
Su economía está basada en la agricultura, ganadería y extracción de piedra de cantera, siendo la ganadería muy importante pues en la localidad de San Carlos tiene su sede el Centro Regional de Fomento Ganadero de Vallecillo de la Universidad Autónoma de Nuevo León.